# Potoci (Mostar, BiH)
Potoci su naseljeno mjesto u gradu Mostaru, Federacija Bosne i Hercegovine, BiH.
Potoci su središnje mjesto Bjelopoljske kotline, koja se nalazi sjeverno od Mostara stoga se često Potoci u narodu nazivaju Bijelo polje. Navedena kotlina, osim Potoka, obuhvaća još sljedeća naseljena mjesta: Željuša, Kutilivač, Podgorani, Humilišani i Prigrađani.

## Povijest
Potoci su naseljeni još u prapovijesti. Naseljeni i u starorimsko doba. U Potocima su nađeni ostaci starokršćanske bazilike 5. i 6. stoljeća.
Crkvu u Bijelom Polju kod Mostara, prvotno namijenjenu Studencima kod Čapljine, blagoslovio je don Lazar Lazarević.
Nađeni su ostatci oko 300 stećaka, triju tumula, hanova te spomenika sakralne arhitekture iz 16. stoljeća. Dolaskom civilizacije prestaje doba osmanskog "tamnog vilajeta" i vraća se civilizacija. Godine 1892. u Potocima je fra Paškal Buconjić osnovao katoličku župu Srca Isusova, a prvi župnik bio je don Tadija Božić. Prije gradnje crkve mise su održavane u domu do župne kuće, a na glavici iza sadašnje crkve bila su postavljena zvona na stupovima. 1902./03. proradila je prva pučka osnovna škola i usporedno su krenuli tečajevi za opismenjivanje starijih osoba. 1910. godine u Potoke su došle časne sestre, koje su i prije dolaska i nastanjivanja učile žensku djecu čitati, pisati, računati, u ručnim radovima, kućnim poslovima, povrtlarstvu, šivenju, vezenju i slično. Godine 1912. počela je gradnja katoličke crkve u Potocima. 1913. godine časne sestre otvorile su pučku školu koju su vodile do 1945. godine.
Samostan Školskih sestara franjevki Krista Kralja Provincije sv. Obitelji bio je jedini koji je jedini bio ostavljen sestrama nakon što su komunisti uzeli sve druge kuće. Kuća časnih sestara franjevki i danas je u Potocima. Godine 1929. bila je velika za Potoke. Ovdje je tad izgrađen prvi vodovod, vodonatapni sustav, prva zgrada ambulante, narodno kupatilo, prvi armiranobetonski most u Potocima koji ih je povezao s naseljem Vojnim, i iste godine Potoci daju svog prvog studenta, koji je upisao medicinu u Zagrebu. 1930. godine osnovano je prvo Hrvatsko kulturno-umjetničko društvo Napredak. Sljedeće godine dobili su u Bijelom Polju prvog stalnog liječnika. Između 1958. i 1959. godine asfaltiran je glavna cesta Sarajevo –  Mostar kroz Bijelo Polje. Iste godine zasvijetlila je prva električna žarulja u Potocima.
Do izgradnje mosta preko Neretve, rijeku se prelazilo skelom koja je bila niže od današnjeg mosta. Skelom "lađom" gospodarile su obitelji Cigić iz Vojna i Kožulj iz Potoka, posjednici odgovarajućih zemljišta uz Neretvu.

## Stanovništvo

### Popisi 1971. – 1991.
| Potoci             |                |                |              |
| godina popisa      | 1991.          | 1981.          | 1971.        |
| Hrvati             | 1.097 (37,55%) | 1.102 (40,87%) | 910 (49,59%) |
| Muslimani          | 969 (33,17%)   | 663 (24,59%)   | 392 (21,36%) |
| Srbi               | 752 (25,74%)   | 725 (26,89%)   | 510 (27,79%) |
| Jugoslaveni        | 47 (1,60%)     | 185 (6,86%)    | 17 (0,92%)   |
| ostali i nepoznato | 56 (1,91%)     | 21 (0,77%)     | 6 (0,32%)    |
| ukupno             | 2.921          | 2.696          | 1.835        |

### Popis 2013.
| Potoci             |                |
| godina popisa      | 2013.          |
| Bošnjaci           | 1.160 (53,14%) |
| Hrvati             | 759 (34,77%)   |
| Srbi               | 226 (10,35%)   |
| ostali i nepoznato | 38 (1,74%)     |
| ukupno             | 2.183          |

## Poznate osobe
- Mehmed-beg Karađoz Hrvat, vakif

## Kultura
U Potocima djeluje ogranak Hrvatskoga kulturnog društva Napredak. Izdaje od 2011. svoje glasilo Bjelopoljsku zoru.

## Šport
Od 1997. održava se Memorijalna ljetna liga u malom nogometu “Omer Tipura – Dedin“.

## Vanjske poveznice
- Župa Potoci Sjećanja don Joze Zovke